# Paranerita androconiata
Paranerita androconiata är en fjärilsart som beskrevs av Rothschild 1909. Paranerita androconiata ingår i släktet Paranerita och familjen björnspinnare. Inga underarter finns listade i Catalogue of Life.